# ИАИ Трагач
Трагач-1(хебр. חוגלה хугла) је беспилотна извиђачка летелица коју је током 1980-тих година развила Израелска авио индустрија (скраћено ИAИ). Трагач током 1990-тих замењен напреднијим моделима ИМИ Мастиф и АИА Скот који су уместо њега уведени у употребу од стране Израелских одбрамбених снага.
Развијене су три верзије и то: Трагач I, Трагач II и Трагач III.

## Дизајн
Летелица трагач по изгледу веома подсећа на моделе Скаут и Пионир али је визуелно два пута већа од Скота. Покреће га клипни мотор снаге 35 kW (47 КС). Утехничком погледу, летелица има побољшану авионику и сензорски систем као и већу издржљивост током летења. Израђен је од композитних материјала како би смањио радарски одраз.
Поред Израела као примарног корисника, Трагач -1 је био извожен широм света и данас се налази у служби у многим војскама широм света.

## Верзије
Трагач I: примарна верзија дужине 5,10 м. Представљена је 1992. и исте године израелска војска уводи је у употребу.
Трагач II: нешто је дужа летелица у односу на свог претходника (5,85 m). Има уграђен нови мотор и навигациони систем док је систем комуникације додатно унапређен. Трагач II због тога има долет од 250 до 350 km (зависно од верзије ) као и дужину трајања лета од 15 сати. Може да лети на висини од 6.096 m, тежак је 426 kg и има носивост од 45 kg. Летлица може да узлети са писте или помоћу ракете, а њено подвоже је фиксно. Користи четверотактни клипни мотор снаге54 kW (72 КС). Може да одржава контакт са подземном управљачком станицом до удаљености од 200 km и да функционише у неповољним временским условима. У случају губитка контакта укључује се аутопилот који самостално води летелицу до тачке полетања. Ова верзија ушла је у службу израелску војске 1998. године.
Трагач III: настао је као побољшана верзија Трагача II, због уговорених спецификација са шпанском војском. Из тог разлога, овај модел поседује већи домет у контакту са контролном станицом па може комуницирати на даљини од 300 km. Максимално трајање његовог лета износи око 20 сати, уз максималну висину од 7.010 m. Овај модел тежи је од својих претходника за свега десет килограма али има готово троструко већу носивост од 120 kg. Побољшања су остварена и у погледу нивоа буке приликом лета како би се смањила акустичка детекција.

## Корисници
- Израел: израелске ваздушне снаге (примарни корисник). У служби је 200 Трагача I и II. Корићтени су у борбама против Хезбулаха у Либанону као и у појасу Газе.
- Азербејџан: азербејџанско ратно ваздухопловство.[2]
- Кипар: према доступним информацијам ваздушне снаге кипра поседују 2 ТрачачаII који су им достављени 2002. године.
- Еквадор:еквадорска ратна морнарица је купила четири ТрачачаII за 22 милиона америчких долар.[3] Једна летјелица је стационирана у морнаричкој бази у Манти.[4]
- Индија: више од 100 Трагача II је у саставу индијских ваздушних снага и ратне морнарице. Укупна вредност купљених летелица процењује се на 750 милиона долара[5]. Према поузданим изворима, 7. јуна 2002. пакистанска војска авионом Ф-16 оборила једну летелицу код Касура након што је прешла индијсу границу. Трагач је тада био погођен ракетом АИМ-9Л.[6]
- Индонезија:
- Источни Тимор:
- Јужна Кореја:јужнокорејска војска.
- Русија:
- Сингапур:сингапурске ваздухопловне снаге .[7]
- Шпанија:: шпанска војска користи три Трагача II и једанТрагач III. Све четири летелице су плаћене 14,37 милиона евра. Септембра 2009. купљена је још једна летелица за 5,3 милиона евра како би се њоме заменила летелица која је оштећена у Авганистану.
- Тајланд:
- Турска:турске ваздухопловне снаге су од Израела купиле један Трагач II након што су изгубиле своју летелици ИАИ Херон током мисије у Курдистану.[8]

## Техничке карактеристике

### Основне карактеристике
- посада: 0
- капацитет: 45 kg
- дужина: 5,85 m
- маса летелице: 426 kg

### Летне карактеристике
- највећа брзина: 198 km/h (123 mph)
- долет: 250 – 350 km
- највећа висина лета: 6.096 m
- мотор: 1× четверотактни клипни мотор